# KF Prishtina e Re
KF Prishtina e Re (alb. Klubi Futbollistik Prishtina e Re, serb. Fudbalski Klub Priština e Re, serb. cyr. Фудбалски клуб Приштина е Ре) – kosowski klub piłkarski z siedzibą w stolicy kraju, mieście Prisztina, grający od sezonu 2025/26 w Superlidze.

## Historia
Chronologia nazw:
- 2017: SHF Shkëndija Hajvali (alb. Shkolla e Futbollit Shkëndija Hajvali)
- 05.2020: KF Shkëndija Hajvali (alb. Klubi Futbollistik Shkëndija Hajvali)
- 11.08.2023: KF Prishtina e Re (alb. Klubi Futbollistik Prishtina e Re)

Szkoła Piłkarska Shkëndija została założona we wsi Hajvalia, niedaleko Prisztiny w 2017 roku. Swoją pierwotną nazwę klub wziął od nazwy lokalnej szkoły podstawowej. Przed rozpoczęciem sezonu 2020/21 klub postanowił rozszerzyć swoją działalność poza poziom młodzieżowy i wziąć udział w rozgrywkach seniorskich, dołączając do trzeciej ligi (D4) z nazwą KF Shkëndija. W swoim inauguracyjnym sezonie awansował do Liga e Dytë (D3). Kolejne dwa sezony zespół spędził w drugiej lidze, zajmując trzecie, a w następnym roku pierwsze miejsce. 11 sierpnia 2023 roku, po promocji do Liga e Parë, klub zmienił nazwę na KF Prishtina e Re. Chociaż początkowo sądzono, że klub oddzielił się od historycznego klubu FC Prishtina, nazwa w rzeczywistości pochodzi od pobliskiego kompleksu mieszkaniowego o tej samej nazwie. Debiutowy sezon 2023/24 zespół zakończył na drugiej pozycji w grupie B, kwalifikując się do baraży, gdzie wygrał w półfinale z Dinamo F. (3:3 po czasie dodatkowym, w karnych 4:3), ale w finale przegrał 0:1 z Feronikeli. W sezonie 2024/25 został mistrzem grupy B pierwszej ligi i zdobył historyczny awans do Superligi.

## Barwy klubowe, strój, herb, hymn
|  |  |

Klub ma barwy biało-granatowe. Piłkarze domowe spotkania zazwyczaj grają w białych koszulkach, białych spodenkach oraz białych getrach.

## Sukcesy

### Trofea międzynarodowe
Do chwili obecnej klub jeszcze nigdy nie zakwalifikował się do rozgrywek europejskich.

### Trofea krajowe
| \| \| Zdobyte trofea w rozgrywkach Kosowa (stan na: 31-05-2025) \| |                                                           |      |                |
| Rozgrywki                                                          | Osiągnięcie                                               | Razy | Sezon(y)       |
| Mistrzostwo                                                        | I miejsce                                                 | 0    |                |
| Mistrzostwo                                                        | II miejsce                                                | 0    |                |
| Mistrzostwo                                                        | III miejsce                                               | 0    |                |
| Puchar                                                             | zdobywca                                                  | 0    |                |
| Puchar                                                             | finalista                                                 | 0    |                |
| Puchar                                                             | ćwierćfinalista                                           | 1    | 2024/25        |
| II liga                                                            | I miejsce                                                 | 1    | 2024/25 (gr.B) |
| II liga                                                            | II miejsce                                                | 1    | 2023/24 (gr.B) |
| II liga                                                            | III miejsce                                               | 0    |                |
| Kosowo                                                             | Zdobyte trofea w rozgrywkach Kosowa (stan na: 31-05-2025) |      |                |

- Liga e Dytë e Kosovës (D3):
  - mistrz (1x): 2022/23
  - 3.miejsce (1x): 2021/22

## Poszczególne sezony

### Rozgrywki międzynarodowe

#### Europejskie puchary
Nie uczestniczył w rozgrywkach europejskich.

### Rozgrywki krajowe
| \| Kosowo \| Bilans występów klubu w rozgrywkach piłkarskich Kosowa (Stan na 31 maja 2025 r.) \| \| |                                                                                  |        |       |   |   |   |    |    |     |           |        |        |      |
| Poziom                                                                                              | Rozgrywki                                                                        | Sezony | Mecze | Z | R | P | B+ | B– | Pkt | Lata      | Awanse | Spadki | Naj. |
| I                                                                                                   | Superliga e Kosovës                                                              | 0      |       |   |   |   |    |    |     | od 2025   | 0      | 0      | ?    |
| II                                                                                                  | Liga e Parë                                                                      | 2      |       |   |   |   |    |    |     | 2023–2025 | 1      | 0      | 1    |
| III                                                                                                 | Liga e Dytë                                                                      | 2      |       |   |   |   |    |    |     | 2021–2023 | 1      | 0      | 1    |
| IV                                                                                                  | Liga e Tretë                                                                     | 1      |       |   |   |   |    |    |     | 2020/21   | 1      | 0      | 1    |
| | Puchar Kosowa                                                                    | 3      |       |   |   |   |    |    |     | od 2022   | 0      | 0      | 1/4  |
| Kosowo                                                                                              | Bilans występów klubu w rozgrywkach piłkarskich Kosowa (Stan na 31 maja 2025 r.) |        |       |   |   |   |    |    |     |           |        |        |      |

## Piłkarze, trenerzy, prezydenci i właściciele klubu

### Piłkarze

#### Aktualny skład zespołu
Stan na 1 lipca 2025.
| Nr | Poz. | Piłkarz                        |
| -- | ---- | ------------------------------ |
| 1  | BR   | Rinor Azemi                    |
| 2  | OB   | Guri Hana                      |
| 4  | OB   | Dardan Jashari                 |
| 6  | PO   | Samir Sadriu (kapitan)         |
| 7  | NA   | Lorik Dobratiqi                |
| 8  | PO   | Ardit Hila (wyp.z AF Elbasani) |
| 9  | NA   | Astrit Berisha                 |
| 10 | PO   | Vigan Ademi                    |
| 11 | PO   | Labinot Jetullahu              |
| 12 | BR   | Diljan Makolli                 |
| 14 | PO   | Lis Behrami                    |
| 17 | OB   | Fatlind Azizi                  |
| 20 | NA   | Bleon Sekiraqa                 |
| 21 | OB   | Ermal Vitija                   |

| Nr | Poz. | Piłkarz                    |
| -- | ---- | -------------------------- |
| 22 | PO   | Flamur Bajrami             |
| 23 | PO   | Kreshnik Bahtiri           |
| 24 | OB   | Avni Selmani (wyp.z Llapi) |
| 29 | PO   | Toni Kassa                 |
| 30 | PO   | Endrit Baholli             |
| 34 | OB   | Fati Ismaili               |
| 37 | PO   | Agustín Rojas              |
| 44 | OB   | Adonis Zeqiri              |
| 77 | NA   | Suad Sahiti                |
| 87 | BR   | Egzon Bislimi              |
| 90 | BR   | Zigur Biqkaj               |
| 96 | OB   | Brenner                    |
| 99 | NA   | Abdoul Zoungrana           |

### Trenerzy
- 15.05.2020–30.06.2023:  Emin Bajrami
- od 01.07.2023:  Elon Berisha

## Struktura klubu

### Stadion
Drużyna rozgrywa swoje mecze domowe we wsi Hajvalia, niedaleko Prisztiny na Narodowym Obozie Edukacyjnym FFK, który może pomieścić 4000 widzów. 

## Kibice i rywalizacja z innymi klubami

### Derby
- FC Prishtina
- KF 2 Korriku Prisztina
- KF Flamurtari Prisztina
- KF Ramiz Sadiku Prisztina
- KF Rilindja Prisztina
- KF Kosova Prisztina